# Habighorst
Habighorst ist eine Ortschaft der Gemeinde Eschede im Landkreis Celle in Niedersachsen.

## Geografie
Habighorst liegt nordöstlich von Celle am Naturpark Südheide.
Das Siedlungsgebiet Habighorster Höhe liegt, durch einige landwirtschaftliche Flächen getrennt, in etwa 600 Meter Entfernung südöstlich von Habighorst und ist über die Kreisstraße K34 angebunden.

## Geschichte

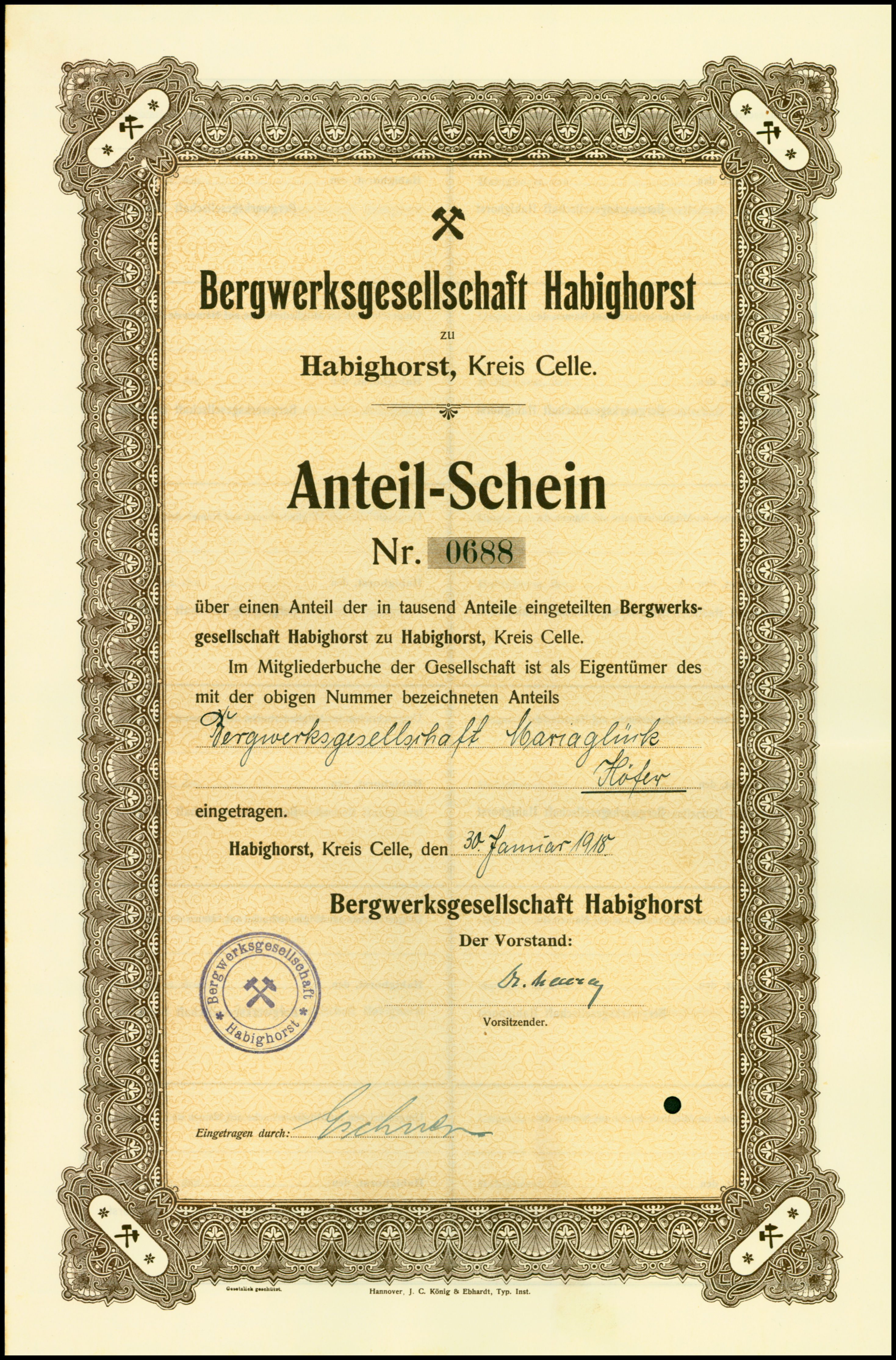
Anteilschein der Bergwerksgesellschaft Habighorst vom 30. Januar 1918, ausgestellt auf die Bergwerksgesellschaft Mariaglück in Höfer

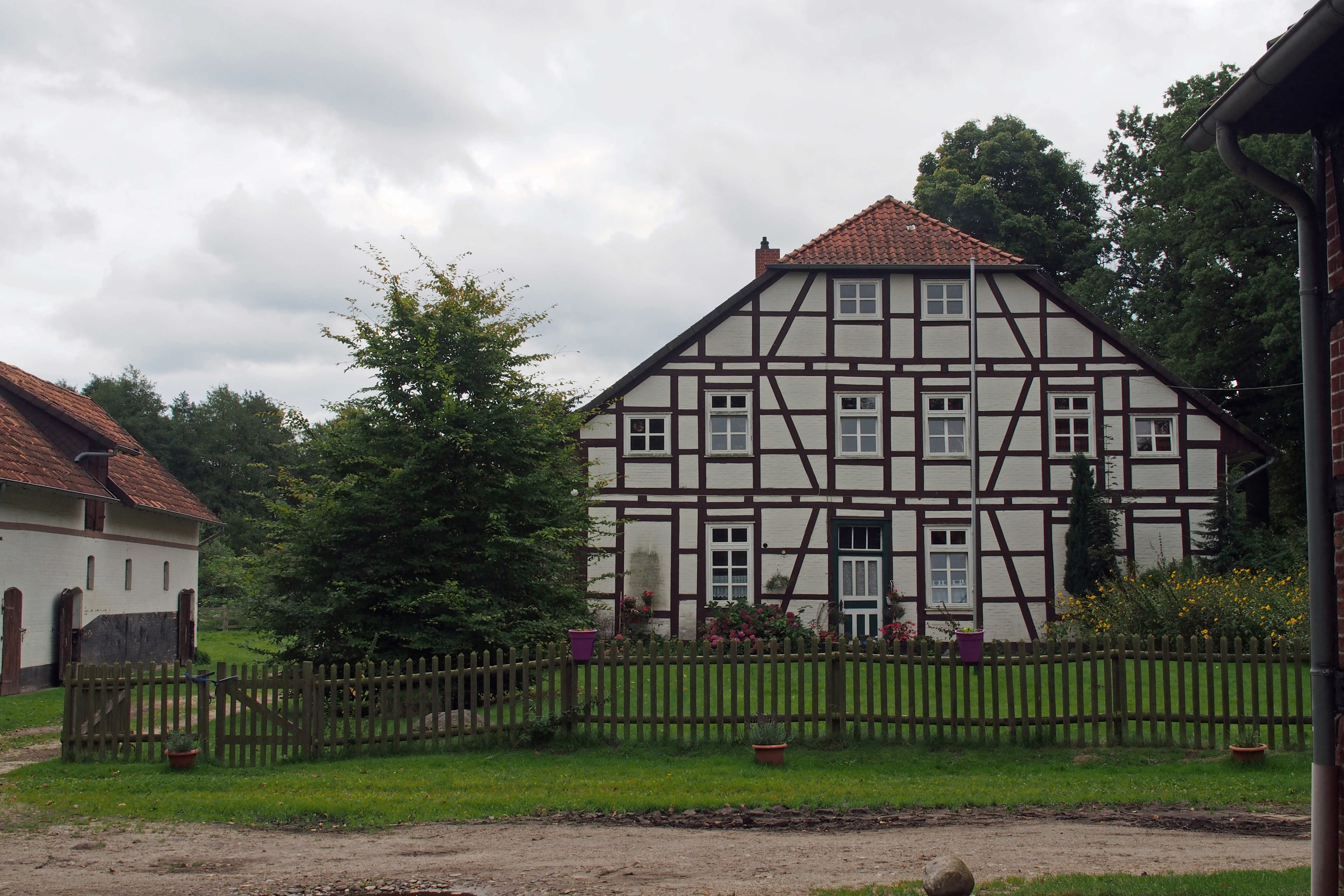
Ehemaliges Rittergut und Sattelhof (Herrenhaus von 1673), Habighorst

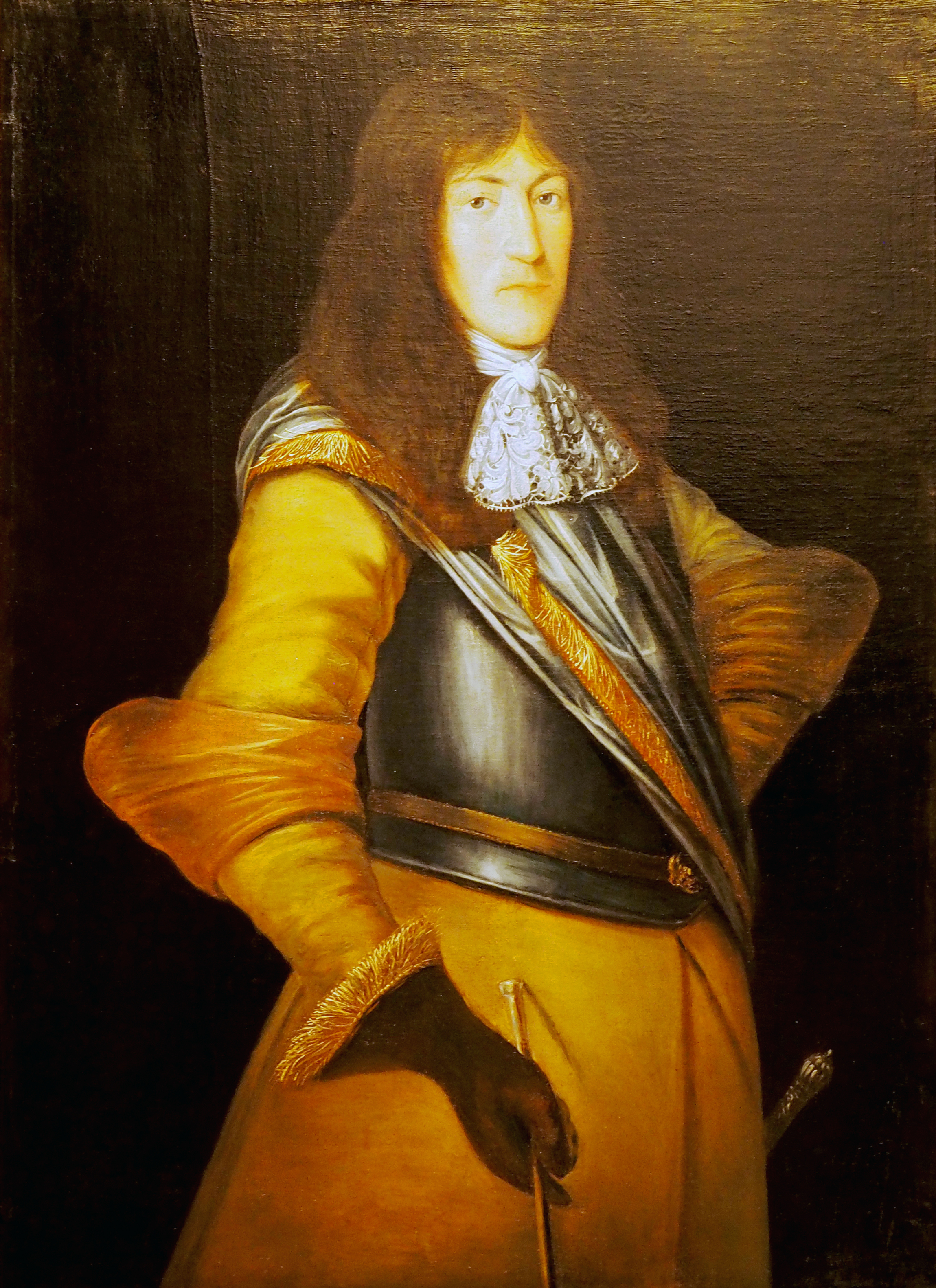
Georg Ernest von Melvill (1668–1742)

Urkundlich wurde Habighorst erstmals 1291 unter dem Namen Havichhorst erwähnt. Seit dem 15. Jahrhundert ist der Ort als Stammsitz des Ministerialengeschlechts von Habighorst belegt. In einer Lehnsurkunde aus dem Jahr 1427 wird ein Luderus Havichors mit mehreren Hofstellen belehnt. 1702 wird Georg Ernest von Melvill mit dem Rittergut belehnt, dem späteren General und Gouverneur der Festung Hameln. Er war der Sohn des aus Schottland eingewanderten braunschweig-lüneburgischen Generalmajors Andreas von Melville (André de Melvill) und am Hofe des Herzogs Georg Wilhelm als Page ausgebildet. 
1916 begann bei Habighorst die Förderung von Kali aus dem Schacht Fallersleben, der von der fünf Jahre zuvor gegründeten Bergwerksgesellschaft betrieben wurde. Nach Zusammenlegung mit dem Schacht Mariaglück in Höfer, nahm 1922 auch Mariaglück die Förderung auf. 1924 wurde der Schacht Fallersleben bereits wieder stillgelegt und sorgte nur noch für die Bewetterung der Anlage und diente als zweiter fahrbarer Ausgang für den Schacht Mariaglück.
Die Habighorster Höhe wurde angelegt, als in den 1950er Jahren großer Bedarf an Wohnungen für Bergwerksfamilien und Flüchtlinge (aus ehemaligen deutschen Ostgebieten) bestand.
Zum 1. Januar 2014 erfolgte die Auflösung der Samtgemeinde Eschede mit ihren Mitgliedsgemeinden Eschede, Habighorst, Höfer sowie Scharnhorst und dafür die Neubildung einer Einheitsgemeinde Eschede.

### Einwohnerentwicklung
Die folgende Tabelle zeigt die Einwohnerentwicklung von Habighorst seit 1821. Anzumerken ist, dass der sprunghafte Anstieg der Einwohnerzahlen nach dem Zweiten Weltkrieg im Wesentlichen durch den Zuzug Vertriebener bedingt ist.
| Jahr | Einwohner | Häuser |  | Jahr | Einwohner | Häuser |
| ---- | --------- | ------ |  | ---- | --------- | ------ |
| 1821 | 138       | 16     |  | 1925 | 325       | 46     |
| 1848 | 197       | 29     |  | 1939 | 416       |        |
| 1900 | 200       |        |  | 1950 | 882       |        |
| 1910 | 218       |        |  | 1967 | 929       |        |
| 1919 | 324       |        |  | 2000 | 800       |        |

### Historischer Bestand des Vieh und der Anzahl der Obstbäume
Für 1913 werden in Habighorst 40 viehhaltende Haushalte angegeben mit 31 Pferden, 172 Rindern, 162 Schafen, 488 Schweinen, 53 Ziegen und 12 55 Obstbäumen, für 1919 werden 38 Kaninchen und für 1921 44 Bienenstöcke angegeben.

## Politik

### Letzter Gemeinderat
Der letzte Gemeinderat von Habighorst setzte sich zum Zeitpunkt der Eingemeindung nach Eschede aus neun Ratsmitgliedern zusammen.

### Ortsrat
Der Ortsrat, der Habighorst vertritt, setzt sich aus sieben Mitgliedern zusammen. Die Ratsmitglieder werden durch eine Kommunalwahl für jeweils fünf Jahre gewählt.
Bei der Kommunalwahl 2021 ergab sich folgende Sitzverteilung:
- Wählergemeinschaft Habighorst: 7 Sitze

### Ortsbürgermeister
Ortsbürgermeister des Ortsteils Habighorst ist Marc Dornbusch.

## Kultur und Sehenswürdigkeiten

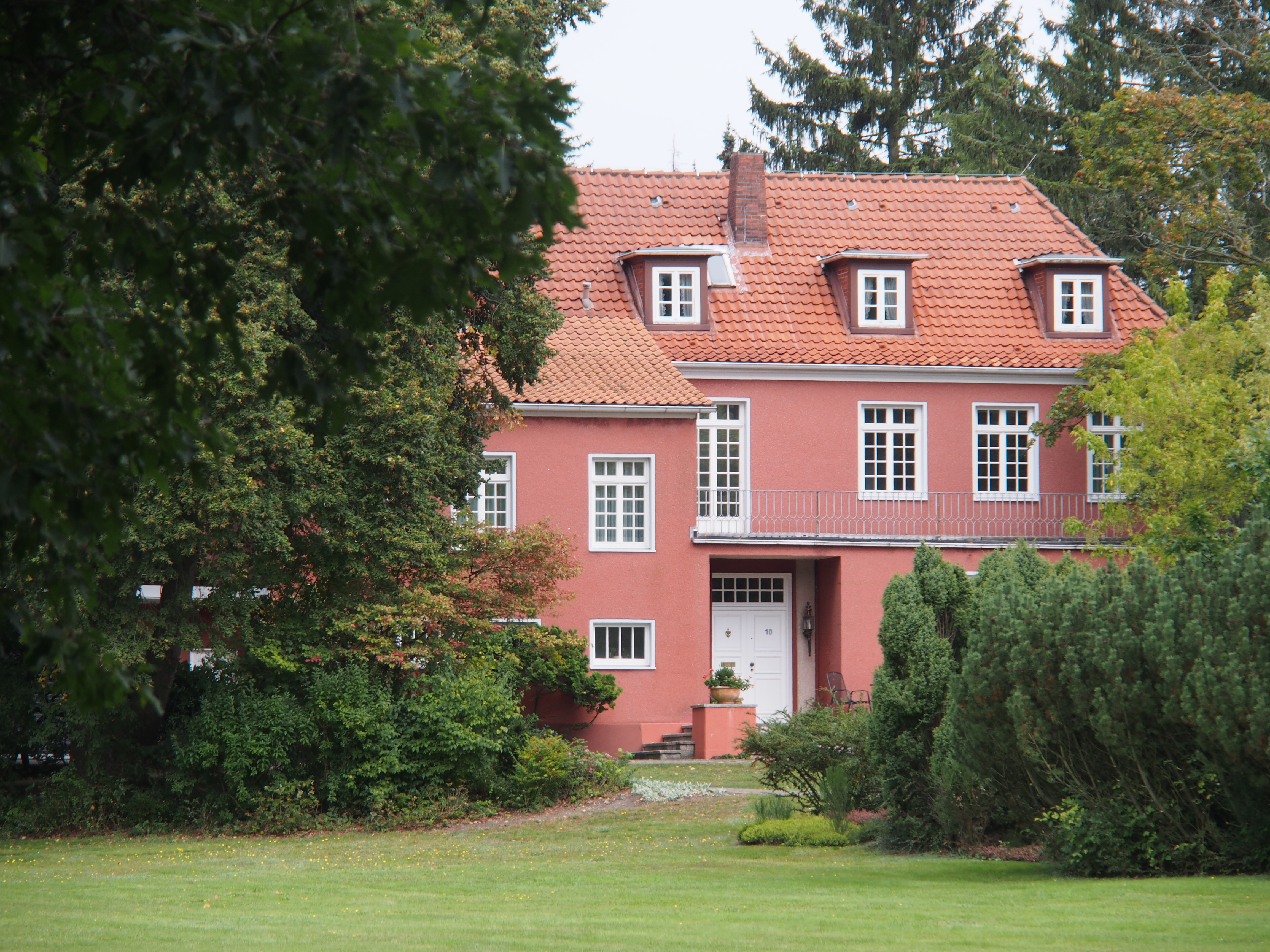
Herrenhaus in Burghorn in dem Mackensen verstarb

Siehe auch Liste der Baudenkmale in Habighorst

## Wirtschaft und Infrastruktur
Die Bundesstraße 191 verläuft am Westrand durch das Gemeindegebiet von Habighorst, durch Ortschaft selbst verläuft die Kreisstraße 34.
In Habighorst gibt es eine Freiwillige Feuerwehr. Aus Anlass ihres hundertjährigen Jubiläums wurde in Habighorst 2010 der Kreisfeuerwehrtag ausgetragen.

## Persönlichkeiten
- Diethard von Boenigk (* 1956), Handballspieler
- Karl-Heinz Walkhoff (* 1936), deutscher Pädagoge und Politiker (SPD), wurde in Habighorst geboren
- August von Mackensen (1849–1945), preußischer Generalfeldmarschall, starb in der Siedlung Burghorn der Ortschaft Habighorst.